# Bitwa pod Tarłowem
Bitwa pod Tarłowem – bitwa stoczona w dniach 30 czerwca–2 lipca 1915 roku przez I Brygadę Legionów Polskich pod dowództwem Józefa Piłsudskiego przeciwko oddziałom rosyjskim, na froncie austriacko–rosyjskim w I wojnie światowej.
I Brygada Piechoty Legionów pod koniec czerwca 1915 roku dotarła w walkach pod Wólkę Tarłowską. Tutaj w dniach 30 czerwca–2 lipca 1915 roku legioniści stoczyli zwycięski bój z oddziałami rosyjskimi o tzw. Redutę Tarłowską. Rosjanie bronili mostu na Wiśle i podejść do niego. Reduta była silnie umocnionym punktem usytuowanym w lesie zwanym Dąbrówką. Oszańcowana Reduta była wzniesiona ponad okolicę, co zapewniało panowanie ogniowe nad okolicą.
W walkach wyróżnił się I batalion 1 pułku piechoty Legionów Polskich pod dowództwem majora Edwarda Śmigłego–Rydza. W walce po obu stronach zginęło po kilkudziesięciu żołnierzy. Poległych pochowano w polowych mogiłach, które już po wojnie przeniesiono na cmentarz w Tarłowie. Utworzono na cmentarzu kwartał wojskowy, gdzie złożono prochy legionistów i postawiono pomnik nawiązujący do konwencji ówcześnie panującego stylu narodowego. Na cokole wyryto napis: „Poległym legionistom polskim na polach Tarłowa w walce o Niepodległość 30 VI – 2 VII 1915 Rada Gminy w Tarłowie stawia tam tę pamiątkę z dobrowolnych ofiar. Dnia 2 lipca 1929 r.”.
Dnia 2 lipca 1929 roku bitwa została upamiętniona na Grobie Nieznanego Żołnierza w Warszawie, napisem na jednej z tablic „TARŁÓW 30 VI – 2 VII 1915", ponownie takim samym napisem upamiętniono bitwę po 1990 roku.
Pobyt Piłsudskiego w Wólce Tarłowskiej upamiętniono kilka lat później postawieniem głazu przed domem w którym przebywał. W 1938 roku odsłonięto na głazie pamiątkowa tablicę. Po wybuchu wojny w 1939 roku tablicę zdjęto celem przechowania. Niestety zaginęła. Dopiero w 1990 roku odtworzono jej wierna kopię i odbyła się uroczystość odsłonięcia pomnika.